# Mirbano
El aceite de mirbano o aceite de mirbana o de mirbane, es como se conoce al nitrobenceno. Compuesto oleoso tóxico, de color amarillo pálido y olor a almendras amargas. 
Su nombre proviene del uso que se le daba antiguamente en perfumería, como disolvente y para aromatizar jabones. Ese uso está hoy prohibido por su toxicidad.
Se usa en la industria de las anilinas; como disolvente de preparados para tratar cueros, como pomadas y betunes; en explosivos y como disolvente en pinturas.
- Datos: Q48784812